# Steam Mill Works
Steam Mill Works war ein britischer Hersteller von Automobilen.

## Unternehmensgeschichte
Das Unternehmen aus Thorne begann 1901 unter Leitung von J. Hind mit der Produktion von Automobilen. Der Markenname lautete Hind. 1910 endete die Produktion.

## Fahrzeuge
Zu den Fahrzeugen liegen keine Details vor.